# Karmen Švegl
Karmen Willum Švegl, slovenska vojna dopisnica z Bližnjega vzhoda, * 1979, Ormož, Slovenija.
Karmen Švegl se je rodila v Ormožu. Leta 2005 je diplomirala na Filozofski fakulteti Univerze v Ljubljani iz primerjalne književnosti na temo analize dela Al Araf Vladimirja Bartola.
Njen odklonilen zapis o Telesnem čuvaju avtorja Mihe Mazzinija je bil leta 2001 objavljen v reviji Sodobnost.
Z možem, tudi vojnim poročevalcem, Gunnarjem Willumom iz Danske, s katerim imata stalno prebivališče v Dubaju, od leta 2001 poroča z Bližnjega vzhoda za informativni program TV Slovenija, krajše vmesno obdobje tudi s Tajske.